# الهجرة إلى فرنسا

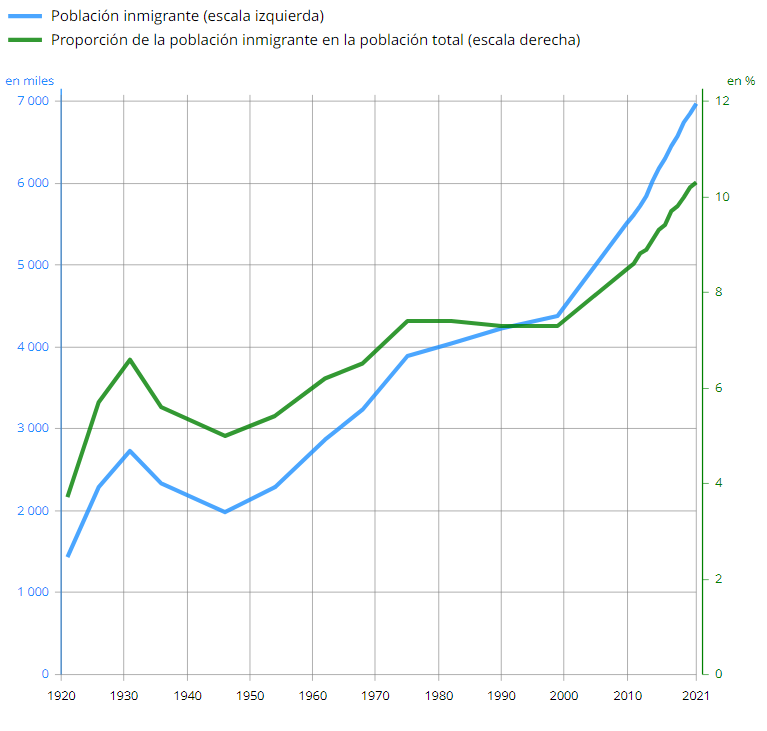
تطور عدد السكان المهاجرين في فرنسا (1920-2021) حسب المعهد الوطني للإحصاء والدراسات الاقتصادية.

بدأت ديناميكيات السكان في فرنسا تتغير في منتصف القرن التاسع عشر، حيث انضمت فرنسا إلى الثورة الصناعية. اجتذبت وتيرة النمو الصناعي ملايين المهاجرين الأوروبيين خلال القرن التالي، مع وصول أعداد كبيرة بشكل خاص من بولندا وبلجيكا والبرتغال وإيطاليا وإسبانيا. في أعقاب الحرب العالمية الأولى، التي تكبدت فيها فرنسا ستة ملايين ضحية، جاءت أعداد كبيرة من العمال من المستعمرات الفرنسية. بحلول عام 1930، بلغ تعداد سكان منطقة باريس وحدها 70.000 مسلم من شمال إفريقيا.

## التاريخ

### 1945–1974
بعد الحرب العالمية الثانية مباشرة، زادت الهجرة إلى فرنسا بشكل ملحوظ. خلال فترة إعادة الإعمار، افتقرت فرنسا إلى العمالة، ونتيجة لذلك، كانت الحكومة الفرنسية حريصة على تجنيد المهاجرين القادمين من جميع أنحاء أوروبا والأمريكتين وإفريقيا وآسيا.
على الرغم من وجود الفيتناميين في فرنسا منذ أواخر القرن التاسع عشر (معظمهم من الطلاب والعمال)، فقد هاجرت موجة من الفيتناميين إلى البلاد بعد معركة ديان بيان فو واتفاقيات جنيف، التي منحت فيتنام استقلالها عن فرنسا في 1954- يتألف هؤلاء المهاجرون من الموالين للحكومة الاستعمارية والمتزوجين من المستعمرين الفرنسيين. بعد تقسيم فيتنام، استمر الطلاب من جنوب فيتنام في الوصول إلى فرنسا. على الرغم من أن الكثيرين عادوا إلى البلاد في البداية بعد بضع سنوات، مع تدهور الوضع في حرب فيتنام، قررت الغالبية البقاء في فرنسا وجلبوا عائلاتهم أيضًا.
وشهدت هذه الفترة أيضًا موجة كبيرة من المهاجرين من الجزائر. مع اندلاع الحرب الجزائرية في عام 1954، كان هناك بالفعل 200000 مهاجر جزائري في فرنسا. لكن بسبب التوتر بين الجزائريين والفرنسيين، لم يعد هؤلاء المهاجرون موضع ترحيب. أدى هذا الصراع بين الجانبين إلى مذبحة باريس في 17 أكتوبر 1961، عندما استخدمت الشرطة القوة ضد مظاهرة جزائرية في شوارع باريس. بعد الحرب، بعد حصول الجزائر على استقلالها، سُمح مرة أخرى بالتداول الحر بين فرنسا والجزائر، وبدأ عدد المهاجرين الجزائريين في الزيادة بشكل كبير. من عام 1962 إلى عام 1975، زاد عدد المهاجرين الجزائريين من 350.000 إلى 700.000. عُرف العديد من هؤلاء المهاجرين باسم الحركيين. وكان الحركيون جزائريين دعموا الفرنسيين أثناء الحرب الجزائرية. بمجرد انتهاء الحرب، شعروا بالاستياء الشديد من قبل الجزائريين الآخرين، وبالتالي اضطروا إلى الفرار إلى فرنسا.
بالإضافة إلى ذلك، زاد عدد المهاجرين الباكستانيين واليابانيين أيضًا خلال هذه الفترة. كان هناك أيضًا عدد كبير من الطلاب والعمال من المستعمرات الفرنسية السابقة في إفريقيا.
مع هذا التدفق الهائل للمهاجرين، أصبحت فرنسا ملاذًا للاجئين. وفقًا لاتفاقية جنيف، مُنحت صفة اللاجئ لأربعة من كل خمسة مهاجرين بطلبات. جاء العديد من هؤلاء اللاجئين من دول في أوروبا الشرقية (مثل المجر) وأمريكا اللاتينية، لأنهم كانوا يخشون الديكتاتورية في بلدانهم الأصلية.
على الرغم من أن غالبية المهاجرين في ذلك الوقت جاءوا من مناطق ريفية، إلا أن 6% منهم فقط كانوا على استعداد للعمل في الزراعة. حوالي ثلثي المهاجرين عملوا في صناعات التعدين والصلب والبناء والسيارات. ما يقرب من 12% من المهاجرين الذكور وأغلبية المهاجرات يعملون في الخدمات المنزلية، والترميم، والتجارة (كما هو الحال بالنسبة للنساء الفرنسيات، كانت المرأة العاملة تخضع لترخيص زوجها حتى عام 1965) وعادة ما يعمل المهاجرون القصر وكبار السن في الحرف اليدوية والصناعات الصغيرة.

### 1974 إلى الوقت الحاضر
خلال السبعينيات، واجهت فرنسا أزمة اقتصادية في وقت واحد وسمحت للمهاجرين (معظمهم من العالم الإسلامي) بالاستقرار الدائم في فرنسا مع عائلاتهم والحصول على الجنسية الفرنسية.  نتج عن ذلك مئات الآلاف من المسلمين، وخاصة في المدن الكبرى، يعيشون في مساكن عامة مدعومة ويعانون من معدلات بطالة عالية جدًا. إلى جانب ذلك، تخلت فرنسا عن سياسة الاستيعاب، وبدلًا من ذلك اتبعت سياسة الاندماج.
في عام 1974، قيدت فرنسا الهجرة من مستعمراتها السابقة.
في عام 2019، ولد 46.5% من جميع المهاجرين في إفريقيا، و 35.3% ولدوا في أوروبا، و 14.7% في آسيا و5.4% في الأمريكتين. في عام 2020، كان المواطنون من خارج الاتحاد الأوروبي لديهم معدلات توظيف أقل من 50% في المناطق الجنوبية الغربية من فرنسا وفي المناطق الشمالية والشمالية الشرقية وكانت أعلى من 65% فقط في منطقة بورغوندي.
وفي ديسمبر 2023 تعهد الرئيس إيمانويل ماكرون، بأنه "سيحمي البلاد من المهاجرين غير الشرعيين "وذلك بعد مصادقة البرلمان الفرنسي بشكل نهائي على مشروع قانون الهجرة، بتأييد 349 نائباً ومعارضة 186 نائباً. ويهدف قانون الهجرة الجديد إلى تسريع معالجة طلبات اللجوء، وتبسيط النزاعات الإدارية المتعلقة بحقوق الأجانب، وحتى جعل الحصول على بطاقة إقامة متعددة السنوات مشروطاً بإتقان الحد الأدنى من اللغة الفرنسية وتسهيل إبعاد المهاجرين غير النظاميين إلى بلدانهم الأصلية، خاصة أولئك الذين ارتكبوا جرائم خطيرة، وذلك بتقليص سبل استئناف الحكم أمام المحاكم.

## تدفقات الهجرة

### السكان المهاجرين
في عام 2014، نشر المعهد الوطني للإحصاء دراسة تشير إلى تضاعف عدد المهاجرين الإسبان والبرتغاليين والإيطاليين في فرنسا بين عامي 2009 و2012. كما حدد المعهد الفرنسي، أدت هذه الزيادة الناتجة عن الأزمة المالية التي عصفت بالعديد من الدول الأوروبية في تلك الفترة إلى ارتفاع عدد الأوروبيين المقيمين في فرنسا. تظهر إحصاءات المهاجرين الإسبان في فرنسا نموًا بنسبة 107 بالمائة بين عامي 2009 و2012، أي ارتفع في هذه الفترة من 5300 إلى 11000 شخص. من إجمالي 229000 أجنبي جديد قدموا إلى فرنسا في عام 2012، كان ما يقرب من 8% برتغاليين، وبريطانيين 5%، وإسبان 5%، وإيطاليين 4%، وألمان 4%، ورومانيين 3%، وبلجيكيين 3%.
مع زيادة الأسبان والبرتغاليين والإيطاليين في فرنسا، وصلت نسبة المهاجرين الأوروبيين في عام 2012 إلى 46%، بينما وصلت هذه النسبة للأفارقة إلى 30%، مع وجود في المغرب (7%) والجزائر (7%) وتونس (3%). وفي الوقت نفسه، كان 14% من جميع المهاجرين الذين استقروا في فرنسا في ذلك العام من الدول الآسيوية - 3% من الصين و2% في تركيا، بينما في أمريكا وأوقيانوسيا يشكلون 10% من الأمريكيين والبرازيليين يمثلون نسبة أعلى، 2% لكل منهما.
في عام 2008، وفقًا للمعهد الوطني للإحصاء، كان هناك 12 مليون مهاجر وأحفادهم المباشرين (الجيل الثاني) يشكلون نحو 20% من السكان. مع مهاجر يُعرّف على أنه شخص أجنبي المولد بدون الجنسية الفرنسية عند الولادة. دون النظر إلى الجنسية عند الولادة، كان الأشخاص الذين لم يولدوا في فرنسا وأحفادهم المباشرين يشكلون 30% من السكان الذين تتراوح أعمارهم بين 18 و50 عامًا في العاصمة الفرنسية في عام 2008.
يوضح الجدول المهاجرين والجيل الثاني من المهاجرين حسب الأصل في عام 2008. الجيل الثالث من المهاجرين، والمهاجرين غير الشرعيين، وكذلك الأقليات العرقية مثل السود من أقاليم ما وراء البحار الفرنسية المقيمين في العاصمة الفرنسية (800000) أو الروم (500000) أو الأشخاص المولودين في المغرب العربي الذين يحملون الجنسية الفرنسية عند الولادة (حوالي 4 ملايين من اليهود المغاربيين والحركيين بما في ذلك أحفادهم يعيشون في فرنسا) لم تتخذ في الاعتبار.

### الهجرة لكل منطقة
في فرنسا، تجتذب أكبر ثلاث مدن (باريس وليون ومرسيليا) أيضًا الحصة الأكبر من المهاجرين إلى البلاد. وفقًا لدراسة أجراها المعهد الوطني للإحصاء في فرنسا، يتركز المهاجرون في المناطق الحضرية أكثر من السكان الأصليين. 90.1% من السكان المهاجرين موجودون في المناطق الحضرية وهو أكثر بكثير من نسبة السكان الأصليين، 81.9% منهم يعيشون في المناطق الحضرية. في عام 2012، كان 38.2% من إجمالي السكان المهاجرين يعيشون في المناطق الحضرية الباريسية مقارنة بـ 4.1% و 3.1% على التوالي في ليون ومرسيليا.